# Cantón de Combronde
El cantón de Combronde era una división administrativa francesa, que estaba situada en el departamento de Puy-de-Dôme y la región de Auvernia.

## Composición
El cantón estaba formado por doce comunas:
- Beauregard-Vendon
- Champs
- Combronde
- Davayat
- Gimeaux
- Jozerand
- Montcel
- Prompsat
- Saint-Hilaire-la-Croix
- Saint-Myon
- Teilhède
- Yssac-la-Tourette

## Supresión del cantón de Combronde
En aplicación del Decreto n.º 2014-210 de 21 de febrero de 2014, el cantón de Combronde fue suprimido el 22 de marzo de 2015 y sus 12 comunas pasaron a formar parte del nuevo cantón de Saint-Georges-de-Mons.